# Antonia Hausmann
Antonia Suntje Hausmann (* 10. Juli 1990 in Zittau) ist eine deutsche Jazzmusikerin (Posaune, Komposition).

## Leben und Wirken
Hausmann, die in Jonsdorf aufwuchs, lernte zunächst Klarinette für eine Karriere in klassischer Musik und hatte schon die Aufnahme in ein Musikinternat erreicht, nach Verletzung ihrer rechten Hand an einem Holzspalter im Alter von 14 Jahren wurde das unmöglich, und sie wechselte dann zur Posaune. Sie studierte ab 2009 zunächst an der Hochschule für Musik Dresden bei Michael Winkler, seit 2010 an der Hochschule für Musik Leipzig bei Simon Harrer und 2013 bis 2014 in Luzern bei Nils Wogram. Ab 2015 absolvierte sie ein Masterstudium bei Johannes Lauer. Seit 2012 spielte sie im kollaborativen Quartett Trio.Diktion mit Matti Oehl, Philip Frischkorn und Jakob Petzl, das 2017 sein zweites Album Serenade veröffentlichte und 2020 in der Münchner Seidlvilla von BR-Klassik aufgenommen wurde. In dem Trio flamink verband sie mit Sängerin Cindy Weinhold und Drummer Tom Friedrich klassische Liedkunst mit Jazz und legte 2014 das Album So gesehen vor. Seit 2017 spielt sie im Duo mit Schlagzeuger Philipp Scholz.
2022 legte Hausmann mit Teleidoscope ihr Debüt als Bandleaderin und Komponistin vor, benannt nach einem optischen Spielzeug, das über eine gebrochene Linse eine ständig veränderliche Weltsicht schafft. Die dort enthaltenen eigenen Kompositionen haben alle eine stark gesangliche Note und Stimmungen, die von „sanfter Melancholie und stiller Heiterkeit“ getragen sind.
Weiterhin ist Hausmann Mitglied der Spielvereinigung Sued und des Sextetts von Volker Heuken, mit dem zwei Alben entstanden, auf denen sie „mit ihrem wunderbar runden, beweglichen Ton und ihren spannenden Soli“ überzeugte. Sie gehört außerdem zu der Band Karl die Große um die Singer-Songwriterin Wencke Wollny, die 2017 ihr drittes Album dass ihr superhelden immer übertreibt veröffentlichte. Sie begleitete auch Clueso auf mehreren Tourneen. Weiterhin ist sie auf Alben von Cafe Jazz, Lotte, Jan Roth und Katharina Franck zu hören.

## Preise und Auszeichnungen
Hausmann erhielt mit Trio.Diktion 2014 den Leipziger Nachwuchspreis und 2016 den zweiten Preis beim Konzertfinale Junger Münchner Jazzpreis. Mit flamink gehörte sie 2016 zu den Finalisten des Wettbewerbs der Leverkusener Jazztage.

## Diskographische Hinweise
- Teleidoscope (nwog 2022, mit Damian Dalla Torre, Johannes Bigge, Philipp Scholz sowie Nils Wogram und Carl Wittig)[11]